# Voltaire Gazmin

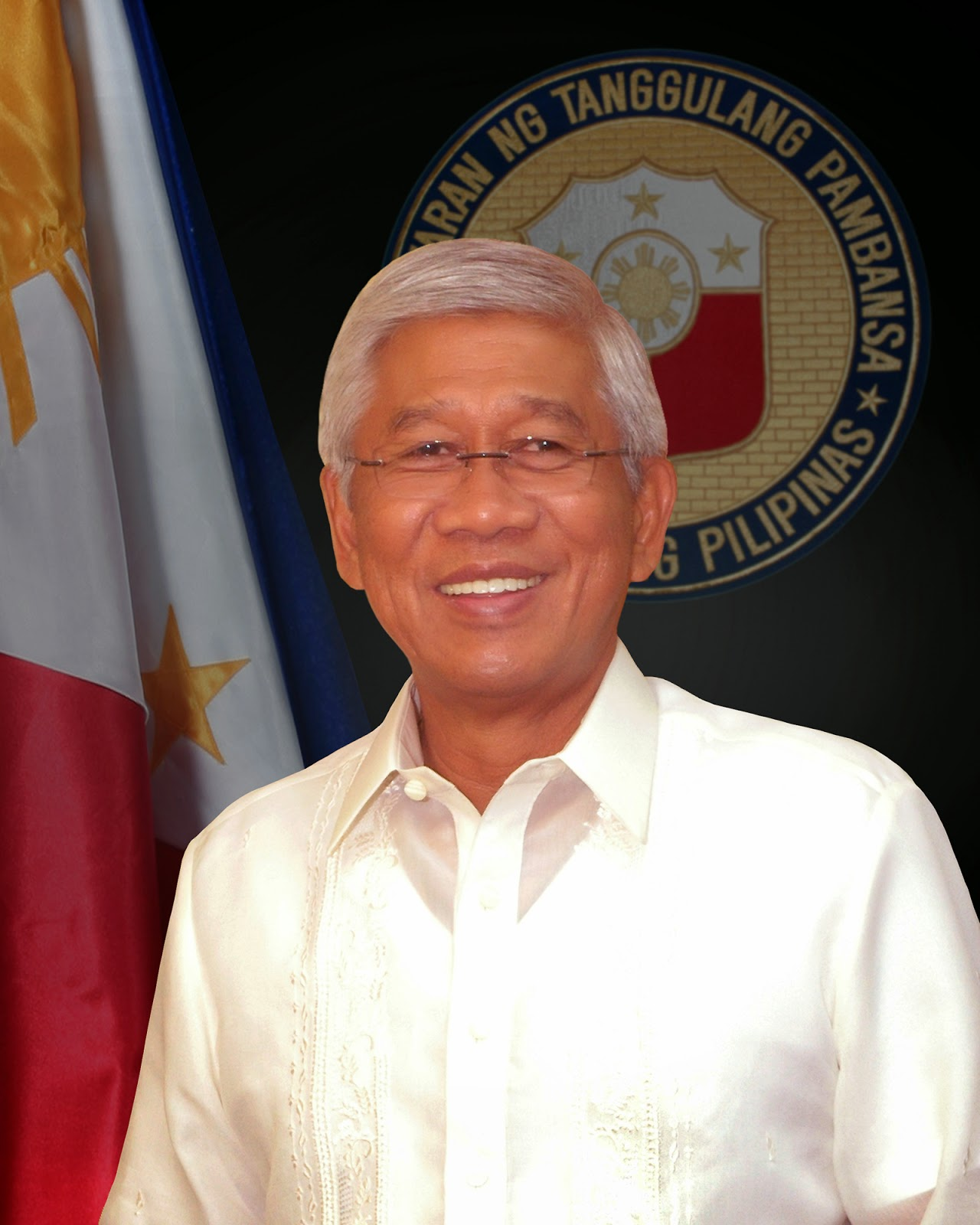
Voltaire Gazmin

Voltaire T. Gazmin (Moncada, 22 oktober 1944) is een Filipijns minister en voormalig generaal.

## Biografie
Voltaire Gazmin werd geboren op 22 oktober 1944 in Moncada in de Filipijnse provincie Tarlac. Zijn ouders waren Segundo L. Gazmin en Petra T. Gazmin. Na het voltooien van lager school- en middelbareschoolonderwijs aan de University of the Philippines studeerde hij twee jaar scheikunde, waarna hij in 1964 overstapte naar de Philippine Military Academy (PMA).
Na het voltooien van de PMA in 1968 werkte Gazmin zich gedurende zijn carrière op van teamleider aan het begin van zijn loopbaan tot commandant van diverse infanterie bataljons in Mindanao met de rang van majoor in 1978. Vanaf 1986 was hij commandant van de Presidential Security Group (PSG) van toenmalig president Corazon Aquino. In die functie speelde in de jaren erna een belangrijke rol bij het verhinderen van een reeks van staatsgrepen tegen de president.
In 1992 werd Gazmin benoemd tot militair attaché in Washington D.C.. Drie jaar later volgde een benoeming tot commandant van de 103e brigade van de 1e infanterie divisie. Vanaf 1998 was hij commandant van zuidelijk Luzon. In juli 1999 werd Gazmin door president Joseph Estrada benoemd tot opperbevelhebber van het Filipijnse leger, een positie die hij behield tot 22 oktober 2000.
Van 2002 tot 2004 was Gazmin Filipijns ambassadeur in Cambodja. Na zijn termijn als ambassadeur trok hij zich terug uit het publieke leven tot hij halverwege 2010 door president Benigno Aquino III werd benoemd tot minister van defensie. 

## Privéleven
Gazmin is sinds 1969 getrouwd met Rhodora Hernandez.

## Bron
- (en)  Biografie Voltaire Gazmin, website Filipijns ministerie van defensie